# Lyrcus justicia
Lyrcus justicia är en stekelart som först beskrevs av Girault 1917.  Lyrcus justicia ingår i släktet Lyrcus och familjen puppglanssteklar. Inga underarter finns listade i Catalogue of Life.